# Бернардо де Балбуена
Бернардо де Балбуена (шп. Bernardo de Balbuena; Валдепењас, 20. новембар 1562. — Сан Хуан, 11. октобар 1627) био је шпански песник, један од првих песника који су описивали лепоту и богатство Новог света.

## Биографија
Рођен у Валдепењасу као нелегитимно дете Индијанца, шпанског емигранта из Америке. Његов отац, који је пореклом из Нове Шпаније, вратио се у Мексико 1564. године. Балбуена је остао у Шпанији са мајком и 1584. године добио је дозволу да путује у Мексико, у који је стигао кад је имао 22 године. Неко време је живео са оцем, а затим постао свештеник. Студирао је теологију, године 1606. вратио се у Шпанију где је завршио докторат, те остао у Цркви и постао игуман на Јамајци, као и један од првих надбискупа Порторика.
Упркос његовим свештеничким дужностима, нашао је времена да пише дуге и елегантне стихове који су одлични примери барокне тенденције да се у великој мери поезија пише са детаљним описима. Нажалост, многи од његових рукописа у његовој библиотеци спалили су холандски пирати током напада на Порторико 1625. године. Умро је две године касније.